# RIT Capital Partners
RIT Capital Partners Plc (Rothschild Investment Trust) ist eine große britische Investmentgesellschaft, die an der London Stock Exchange notiert und im FTSE 250 Index enthalten ist. Zum 31. Dezember 2020 verwaltete das Unternehmen ein Nettovermögen von 3,590 Mrd. Pfund.

## Unternehmensprofil
RIT Capital Partners ist international tätig und auf langfristiges Wachstum seines Kapitals ausgerichtet. Zur Erreichung dieses Ziels kann die Gesellschaft grundsätzlich in alle Anlageklassen investieren. Schwerpunktmäßig erwirbt sie aber Anteile an börsennotierten und privat gehaltenen Unternehmen. Die erzielten Gewinne werden nur zu einem geringen Teil in Form einer jährlichen Dividende ausgeschüttet. Der Rest wird thesauriert.
Der Chairman von RIT Capital Partners ist Jacob Rothschild, 4. Baron Rothschild. Per 31. Dezember 2021 hielt er einen Anteil von 12,40 % an dem Unternehmen. Weitere Anteile liegen bei Mitgliedern seiner Familie.
RIT Capital Partners hat seinen Sitz im Stadtteil St. James’s im klassizistischen Spencer House, zusammen mit dem Lancaster House und dem nicht weit entfernten Bridgewater House ist es eines der letzten Adelspaläste des Londoner Zentrums, das in privatem Besitz ist. Spencer House ist nur ein paar hundert Meter vom Buckingham Palace, der offiziellen Residenz des britischen Monarchen in London, entfernt und kann teilweise besichtigt werden.

## Geschichte
Das Unternehmen wurde 1961 auf Initiative von Lord Jacob Rothschild gegründet und trug den Namen Rothschild Investment Trust. Es diente dem britischen Zweig der Familie Rothschild für Investments außerhalb ihrer Bank N M Rothschild & Sons. Unter der Leitung von Lord Jacob Rothschild konnte das Unternehmen zwischen 1961 und 1980 seinen Nettovermögenswert (NAV) von 3 Mio. auf fast 100 Mio. Britische Pfund steigern.
1980 kam es zum Bruch zwischen Lord Jacob Rothschild und Evelyn de Rothschild, dem damaligen Chef von N M Rothschild & Sons. Da diesem der Investmentstil von Lord Jacob Rothschild zu risikoreich war, zog er die investierten Gelder des Bankhauses aus dem Rothschild Investment Trust zurück und verbot dem Unternehmen, den Namen Rothschild weiterhin zu verwenden. Lord Jacob Rothschild zog sich seinerseits aus der Bank zurück und erhielt als Entschädigung die alleinige Kontrolle über den Rothschild Investment Trust, welchen er in RIT Ltd. umbenannte.
Im April 1982 übernahm RIT den "Great Northern Investment Trust" und wurde in RIT and Northern umbenannt. Im November 1983 folgte der Zusammenschluss mit der Merchantbank Charterhouse Japhet unter dem Namen Charterhouse J. Rothschild. Aber schon 1985 wurde der Bankbereich des Unternehmens (noch unter dem Namen Charterhouse Japhet) an die Royal Bank of Scotland verkauft. Das verbleibende Unternehmen wurde J. Rothschild Holdings genannt.

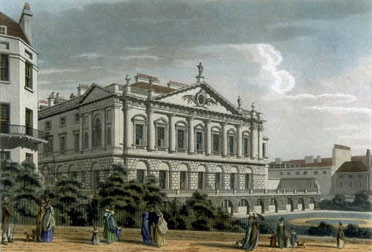
Spencer House um 1800

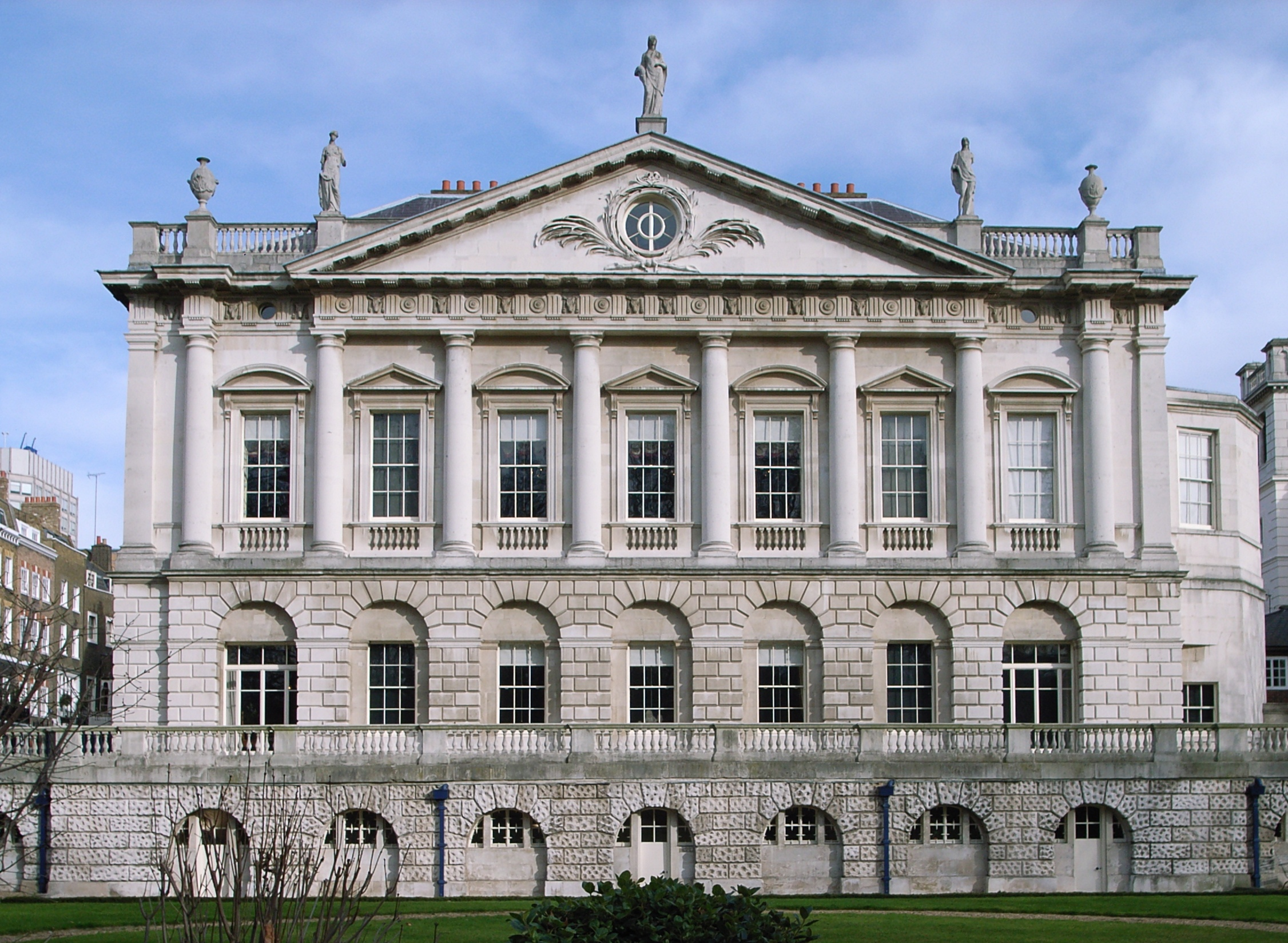
Spencer House 2008, Sicht vom Königlichen Green Park

1985 erhielt J. Rothschild Holdings eine 120-jährige Pacht auf den Stadtpalast Spencer House in London. Jacob Rothschild ließ das Gebäude umfangreich restaurieren, die Prunkräume und Gärten in ihrem ursprünglichen Aussehen wiederherstellen und machte es zum Unternehmenssitz (Später von RIT Capital Partners plc.).
1988 teilte sich J. Rothschild Holdings plc. in zwei Unternehmen auf. Der Bereich Lebensversicherungen ging an die J. Rothschild Assurance, welche später in St. James’s Place Capital plc. umbenannt wurde. Der verbleibende Bereich Vermögensverwaltung wandelte Lord Jacob Rothschild in einen börsennotierten Investmenttrust mit dem Namen "RIT Capital Partners plc." um. Seitdem wurde unter der Leitung von Lord Jacob Rothschild der Nettovermögenswert ("Net Asset Value") des Unternehmens von 280,5 Mio. Britische Pfund auf einen Nettovermögenswert von 4,390 Mrd. Britischen Pfund (Stand 31. Dezember 2021) gesteigert.
Am 30. Mai 2012 gab RIT Capital Partners im Rahmen einer künftigen strategischen Kooperation die Übernahme einer bisher von Société Générale Private Banking gehaltenen Beteiligung in Höhe von 37 % an Rockefeller Financial Service, Inc. bekannt, der mehrheitlich von der Familie David Rockefeller gehaltenen Mutterfirma des Investment- und Vermögensverwaltungskonzerns Rockefeller & Co., Inc. Über den Kaufpreis wurde Stillschweigen vereinbart. Die Allianz wurde geknüpft von dem 76-jährigen Jacob Rothschild und dem 96-jährigen David Rockefeller, die seit mehr als 50 Jahren persönliche Kontakte unterhielten. RIT Capital Partners Plc bekam mit dem Zukauf den seit langem angestrebten Zutritt auf den US-Markt.